# Carl Fredrikson

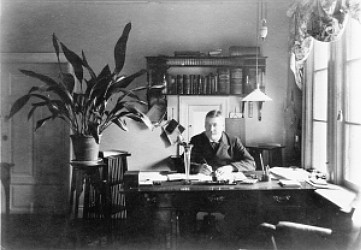
Carl Fredrikson på sitt kontor.

Carl Fredrikson , även Fredriksson, född 31 januari 1843 i Dunkers socken, död 14 januari 1910 i Katrineholm, var en svensk fabrikör.
Carl Fredrikson, som var torparson, fick finansiellt stöd av August Finlöf, ägare till järnvägshotellet i Katrineholm. Tillsammans grundade de 1876 Carl Fredriksons Snickerifabrik, sedermera  Carl Fredriksons Träförädlings AB, inledningsvis med tolv anställda. År 1900 hade fabrikens personalstyrka ökat till 275 personer och produkterna såldes över hela världen och man deltog i utställningar i bland annat Chicago, Berlin, Paris och London. Carl Fredrikson kom att bli den första stora industriägaren och arbetsgivaren i Katrineholm.